# Erik Nordenson (medicinare)
Erik Vilhelm Nordenson, född den 12 maj 1847 i Lovö församling, Stockholms län, död den 7 februari 1919 i Oscars församling i Stockholm, var en svensk ögonläkare. Han var  son till överhovpredikanten Erik Nordenson, gift med Bertha Nordenson samt far till ögonläkaren Wilhelm Nordenson och kemisten Harald Nordenson. 
Nordenson blev 1863 student vid Uppsala universitet, 1874 medicine kandidat, 1878 medicine licentiat och medicine doktor där 1886 på avhandlingen Till kännedomen om spontan näthinneaflossning. År 1879–1880 företog han med understöd av statens resestipendium en studieresa till England, Frankrike och Tyskland. Han var 1880–1883 bosatt i Paris, där han 1881–1882 hade anställning som directeur adjoint vid Sorbonnes Laboratoire d’ophthalmologie, och 1883–1887 i Göttingen. Åren 1888–1891 var han docent i oftalmiatrik vid Karolinska institutet. 
Under ett par decennier var Nordenson Sveriges mest anlitade ögonläkare. Han delade sitt arbete mellan praktiken och den privata ögonklinik, som han 1895 inrättade i Stockholm, men fann dessutom tid att ägna ett varmt intresse åt Svenska läkaresällskapet. Nordenson skrev bland annat Recherches ophthalmométriques sur l’astigmatisme de la cornée chez des écoliers de 7 à 20 ans (i Annales d’oculistique, 1883), och Die Netzhautallösung. Untersuchungen über deren pathologische Anatomie und Pathogenese (Wiesbaden, 1887).
Makarna Nordenson är begravda på Solna kyrkogård.